# Cratere Zlyden
Zlyden è un cratere sulla superficie di Umbriel.